# Selecció de futbol de Kenya
La Selecció de futbol de Kenya és l'equip representatiu del país a les competicions oficials. Està dirigida per la Federació de Futbol de Kenya (en anglès, Football Kenya Federation), que pertany a la CAF.
Internacionalment, només ha participat en la fase final de la Copa d'Àfrica

## Competicions internacionals

### Participacions en la Copa del Món
- De 1930 a 1970 – No hi va participar
- De 1974 a 2018 – No s'hi va classificar

### Participacions en la Copa d'Àfrica
- De 1957 a 1959 – No hi va participar
- De 1962 a 1970 – No s'hi va classificar
- 1972 – Primera ronda
- De 1974 a 1982 – No s'hi va classificar
- 1984 – No hi va participar
- 1986 – No s'hi va classificar
- 1988 – Primera ronda
- 1990 – Primera ronda
- 1992 – Primera ronda
- 1994 – No s'hi va classificar
- 1996 – Abandonà
- De 1998 a 2002 – No s'hi va classificar
- 2004 – Primera ronda
- De 2006 a 2017 – No s'hi va classificar